# 合成智能
合成智能（英語：synthetic intelligence，缩写为），是人工智能的替代術語或相反术语，强调電腦及机器的智能，不必是模仿人類，或以任何方式彷製人工智能的。
即使電腦做不到人類的智能或人工智能的要求，電腦本身已經是一种真正的智能形式。
約翰·豪格蘭（John Haugeland）提出了模拟钻石和合成钻石的类比，只有合成钻石才是真正的钻石。合成是指通过合成产生的，将部分组合成一个整体；通俗地说，是自然产生的人造版本。因此，“合成智能”将是或看起来是人造的，但不是模拟的。

## 定義
對於甚麼是『真實的智能』而不是『模拟』智能，以及因此人工智能和合成智能之间是否存在有意义的区别，這存在分歧。罗素和诺维格提出了这个例子：
1. 「機器會飛嗎？」答案是肯定的，因為飛機會飛。
2. 「機器會游泳嗎？」答案是否定的，因為潛艇不會游泳。
3. 同樣道理，「機器會思考嗎？」，這個問題，倒底是像第一個，還是像第二個？

Drew McDermott坚信『機器是否會思考』這個問題，应该被理解为“機器會否飛行”。在讨论电子国际象棋冠军深蓝时，他认为“说深蓝并没有真正考虑国际象棋，就像说一架飞机没有真正飞翔，因为它没有扇动翅膀。”Edsger Dijkstra同意有些人认为“机器是否可以思考的问题与潜艇是否可以游泳的问题一样重要”。